# Ashes Tour 1909
Die Ashes Tour 1909 war die Tour der australischen Cricket-Nationalmannschaft, die die 20. Austragung der Ashes beinhaltete, und wurde zwischen dem 27. Mai und 11. August 1909 ausgetragen. Die internationale Cricket-Tour war Teil der internationalen Cricket-Saison 1909 und umfasste fünf Test-Matches. Australien gewann die Serie 2–1.

## Vorgeschichte
Für beide Mannschaften war es die erste Tour der Saison.
Das letzte Aufeinandertreffen der beiden Mannschaften bei einer Tour fand in der Saison 1907/08 in Australien statt.

## Stadien
Die folgenden Stadien wurden für die Tour als Austragungsort vorgesehen.
| Stadion                     | Stadt      | Kapazität | Spiele  |
| --------------------------- | ---------- | --------- | ------- |
| Edgbaston Cricket Ground    | Birmingham | 24.803    | 1. Test |
| Headingley Stadium          | Leeds      | 17.000    | 3. Test |
| The Oval                    | London     | 23.500    | 5. Test |
| Lord’s Cricket Ground       | London     | 30.000    | 2. Test |
| Old Trafford Cricket Ground | Manchester | 19.000    | 4. Test |

## Kaderlisten
Die Mannschaften benannten die folgenden Kader.
| Test | Test |
| England | Australien |
| --- | --- |
| - Archie MacLaren (K) - Sydney Barnes - Colin Blythe - Walter Brearley - Douglas Carr - C. B. Fry - George Gunn - Schofield Haigh - Ernie Hayes - Tom Hayward - George Hirst - Jack Hobbs - Kenneth Hutchings - Gilbert Jessop - Arthur Jones - John King - Dick Lilley (wk) - Albert Relf - Wilfred Rhodes - Jack Sharp - Reggie Spooner - George Thompson - Johnny Tyldesley - Pelham Warner - Frank Woolley | - Monty Noble (K) - Warwick Armstrong - Warren Bardsley - Sammy Carter (wk) - Tibby Cotter - Syd Gregory - Bert Hopkins - Frank Laver - Charles Macartney - Peter McAlister - Jack O’Connor - Vernon Ransford - Victor Trumper - Bill Whitty |

## Tests

### Erster Test in Birmingham
| 27. – 29. Mai Scorecard | Birmingham | Australien 74 (46) & 151 (53.5) | – | England 121 (55.3) & 105-0 (32.2) |
|                         |            | England gewinnt mit 10 Wickets  |   |                                   |

Australien gewann den Münzwurf und entschied sich als Schlagmannschaft zu beginnen. Sie verloren früh ihre Eröffnungs-Batter, bevor Warwick Armstrong und Victor Trumper ins Spiel kamen. Der durch Regen geprägte Tag endete beim Stand von 22/2.Am zweiten Tag erreichte Trumper 10 Runs. Daraufhin kam Monty Noble aufs Feld und Armstrong schied nach 24 Runs aus. Noble schied nach 15 Runs aus und Charles Macartney beendete dann das Innings ungeschlagen mit 10* Runs. Die englischen Wickets erzielten Colin Blythe mit 6 Wickets für 44 Runs und George Hirst mit 4 Wickets für 28 Runs. England verlor früh seine Eröffnungs-Batter, bevor Johnny Tyldesley und Arthur Jones eine Partnerschaft formten. Jones erreichte 28 Runs und kurz darauf schied auch Tyldesley nach 24 Runs aus. In der Folge bildeten George Hirst und Gilbert Jessop eine Partnerschaft. Jessop erreichte 22 Runs und nachdem Wilfred Rhodes hineinkam, verlor Hirst sein Wicket nach 15 Runs. Rhodes beendete das Innings ungeschlagen mit 15* Runs und erhöhte damit den Vorsprung auf 47 Runs. Beste australische Bowler waren Warwick Armstrong mit 5 Wickets für 27 Runs und Charles Macartney mit 3 Wickets für 21 Runs. Für Australien bildete Eröffnungs-Batter Monty Noble zusammen mit dem dritten Schlagmann Syd Gregory eine Partnerschaft. Noble schied nach 11 Runs aus, woraufhin Vernon Ransford ins Spiel kam und der Tag beim Stand von 67/2 endete. Am dritten Tag verloren Gregory und Ransford ihr Wicket jeweils nach 43 Runs. In der Folge bildete Tibby Cotter zusammen mit Jack O’Connor eine Partnerschaft. Cotter erreichte 15 Runs und O’Connor verlor daraufhin das letzte Wicket des Innings nach 13 Runs.  Damit setzten sie die Vorgabe für England auf 105 Runs. Die englischen Wickets erzielten George Hirst und Colin Blythe mit jeweils 5 Wickets für 58 Runs. Die Vorgabe konnten dann die englischen Eröffnungs-Batter Jack Hobbs und C. B. Fry ohne Verlust eines Wickets im 33. Over einholen. Hobbs erzielte dabei ein Fifty über 62* Runs und Fry 35* Runs.

### Zweiter Test in London
| 14. – 16. Juni Scorecard | London (Lord’s) | England 269 (107.2) & 121 (60.5) | – | Australien 350 (119.5) & 41-1 (15.4) |
|                          |                 | Australien gewinnt mit 9 Wickets |   |                                      |

Australien gewann den Münzwurf und entschied sich als Feldmannschaft zu beginnen. Für England bildeten die Eröffnungs-Batter Tom Hayward und Jack Hobbs eine Partnerschaft. Hobbs erreichte 19 Runs und wurde durch Johnny Tyldesley ersetzt. Hayward verlor dann nach 16 Runs sein Wicket und an der Seite von Tyldesley etablierte sich John King. Tyldesley erreichte in der Folge 46 Runs und King bildete mit George Hirst eine Partnerschaft. Kind verlor sein Wicket nach einem Fifty über 60 Runs und nachdem Albert Relf aufs Feld kam, schied Hirst nach 31 Runs aus. Relf gelangen dann 17 Runs und der hineinkommende Dick Lilley verloir das letzte Wicket des Innings nach 47 Runs. Beste australische Bowler waren Tibby Cotter mit 4 Wickets für 80 Runs, Frank Laver mit 3 Wickets für 75 Runs und Monty Noble mit 3 Wickets für 42 Runs. Für Australien etablierten sich die Eröffnungs-Batter Peter McAlister und Frank Laver und beendeten zusammen den tag beim Stand von 17/0. Am zweiten Tag schied McAllister nach 22 Runs aus und nachdem Warren Bardsley aufs Feld kam, verlor auch Laver sein Wicket nach 14 Runs. Nach dem Ausscheiden von Bardsley nach 46 Runs und Warwick Armstrong nach 12 Runs etablierte sich Vernon Ransford. An der Seite von Ransford erzielte Victor Trumper 28, Monty Noble 32 und Syd Gregory 14 Runs, bevor Ransford das Innings ungeschlagen mit einem Century über 143* Runs beendete. Damit erhöhte er den Vorsprung gegenüber England auf 81 Runs. Beste englische Bowler waren Albert Relf mit 5 Wickets für 85 Runs und George Hirst mit 3 Wickets für 83 Runs. England verlor in seiner Antwort früh ein Wicket und der tag endete beim Stand von 16/1. Am dritten Tag konnte sich erst der sechste Batter Englands, Arthur Jones, etablieren und fand mit Archie MacLaren einen Partner. MacLaren schied nach 24 Runs aus und Jones kurz darauf nach 26 Runs. Der hineinkommende Dick Lilly erzielte dann bis zum Fall des letzten Wicket des Innings 25* Runs und erhöhte so die Vorgabe für die australische Mannschaft auf 41 Runs. Bester australischer Bowler war Warwick Armstrong mit 6 Wickets für 35 Runs. Für Australien konnte dann Eröffnungs-Batter Peter McAlister (19* Runs) zusammen mit dem dritten Schlagmann Syd Gregory (18* Runs) die Vorgabe im 16. Over einholen. Das englische Wicket erzielte Albert Relf.

### Dritter Test in Leeds
| 1. – 3. Juni Scorecard | Leeds | Australien 188 (73.1) & 207 (96.1) | – | England 182 (84.3) & 87 (37.5) |
|                        |       | Australien gewinnt mit 126 Runs    |   |                                |

Australien gewann den Münzwurf und entschied sich als Schlagmannschaft zu beginnen. Für sie bildete Eröffnungs-Batter Syd Gregory eine Partnerschaft mit dem dritten Schlagmann Vernon Ransford. Ransford schied nach 45 Runs aus und nachdem Warren Bardsley aufs Feld kam verlor Gregory nach 46 Runs sein Wicket. An der Seite von Bardsley gelangen Warwick Armstrong 21 Runs, bevor auch Bardsley nach 30 Runs ausschied. In der Folge konnte dann der hineinkommende Victor Trumper das Innings ungeschlagen mit 27* Runs beenden. Bester englischer Bowler war Wilfred Rhodes mit 4 Wickets für 38 Runs. Für England formte Eröffnungs-Batter Jack Hobbs  mit dem dritten Schlagmann Johnny Tyldesley eine Partnerschaft. Hobbs schied nach 12 Runs aus und nachdem Jack Sharp aufs Feld kam endete der Tag beim Stand von 88/2. Am zweiten Spieltag verlor Tyldesley sein Wicket nach einem Fifty über 55 Runs und wurde durch Archie MacLaren ersetzt. Sharp erzielte ebenfalls ein Fifty über 61 Runs, woraufhin Wilfred Rhodes ins Spiel kam. MacLaren erzielte 17 und Rhodes 12 Runs. Da sich kein weiterer Batter etablieren konnte endete das Innings mit einem Rückstand von 6 Runs für England. Bester australischer Batter war Charles Macartney mit 7 Wickets für 58 Runs. Für Australien verloren die Eröffnungs-Batter im zweiten Innings früh ihre Wickets, woraufhin Vernon Ransford und Warwick Armstrong eine Partnerschaft formten. Ransford erreichte 24 Runs und dem hineinkommenden Monty Noble 31 Runs. Kurz darauf schied Armstrong nach 45 Runs aus und Charles Macartney bildete mit Tibby Cotter eine weitere Partnerschaft. Cotter erreichte 19 Runs und nachdem Sammy Carter aufs Feld kam endete der Tag beim Stand von 175/8. Am dritten Tag schied Carter nach 30 Runs aus und Frank Laver kam aufs Feld. Macartney verlor nach 18 Runs das letzte Wicket des Innings, als Laver bei 13* Runs stand, und erhöhte so die Vorgabe auf 214 Runs. Bester englischer Bowler war Sydney Barnes mit 6 Wickets für 63 Runs. Für England bildete Eröffnungs-Batter Jack Hobbs zusammen mit dem vierten Schlagmann Jack Sharp eine Partnerschaft. Hobbs erreichte 30 Runs und Sharp scheid kurz darauf nach 11 Runs aus. Von den verbliebenen Battern konnte lediglich Wilfried Rhodes mit 16 Runs eine zweistellige Run-Zahl erreichen und das Innings endete mit einer Niederlage für England. Beste australische Bowler waren Tibby Cotter mit 5 Wickets für 38 Runs und Charles Macartley mit 4 Wickets für 27 Runs.

### Vierter Test in Manchester
| 26. – 28. Juli Scorecard | Manchester | Australien 147 (54.3) & 279-9d (84.3) | – | England 119 (52.2) & 108-3 (55) |
|                          |            | Remis                                 |   |                                 |

Australien gewann den Münzwurf und entschied sich als Schlagmannschaft zu beginnen. Für sie bildete Eröffnungs-Batter Syd Gregory zusammen mit dem vierten Schlagmann Monty Noble eine Partnerschaft. Gregory gelangen 21 Runs und nachdem Warwick Armstrong aufs Feld kam, schied Noble nach 17 Runs aus. An der Seite von Armstrong gelangen Tibby Cotter 17 und Sammy Carter 13 Runs, bevor Frank Laver das letzte Wicket des Innings nach 11 Runs verlor. Armstrong hatte bis dahin 32* Runs erzielt. Beste englische Bowler waren Sydney Barnes mit 5 Wickets für 56 Runs und Colin Blythe mit 5 Wickets für 63 Runs. Für England formte Eröffnungs-Batter Reggie Spooner zusammen mit dem dritten Schlagmann Johnny Tyldesley eine Partnerschaft. Spooner gelangen 25 Rund und Tyldesley 15. Daraufhin formten Archie MacLaren und Dick Lilley eine Partnerschaft. MacLaren erreichte 16 Runs, während Lilley das Innings ungeschlagen mit 26* Runs beendete. Der Tag endete mit dem Ende des Innings und England hatte einen Rückstand von 28 Runs. Am zweiten Tag formte für Australien Eröffnungs-Batter Warren Bardsley mit dem dritten Schlagmann Charles Macartney eine Partnerschaft. Bardsley schied nach 35 Runs aus und der regengeprägte Tag endete beim Stand von 77/2. Am dritten Tag gelangen dem hineinkommenden Monty Noble 13 Runs, bevor sich Warwick Armstrong etablierte. Macartney schied nach einem Fifty über 51 Runs aus und wurde durch Victor Trumper gefolgt. Armstrong gelangen in der Folge 30 Runs und nachdem Vernon Ransford aufs Feld kam, schied Trumper nach 48 Runs aus. Ransford fand mit Sammy Carter einen weiteren partner, doch nachdem dieser nach 12 Runs sein Wicket verlor deklarierte Australien das Innings. Ransford hatte bis dahin ein Fifty über 54* Runs erzielt und so eine Vorgabe von 208 Runs für England aufgestellt. Bester englischer Bowler war Wilfred Rhodes mit 5 Wickets für 83 Runs. In ihrem zweiten Innings begannen für England Pelham Warner und Reggie Spooner. Warner schied nach 25 Runs aus und nachdem Johnny Tyldesley 11 Runs erzielte verlor auch Spooner sein Wicket nach einem Fifty über 58 Runs. Kurz darauf endete das Spiel in einem Remis. Bester australischer Bowler war Bert Hopkins mit 2 Wickets für 31 Runs.

### Fünfter Test in London
| 9. – 11. August Scorecard | London (Oval) | Australien 325 (89.3) & 339-5d (100) | – | England 352 (106.4) & 104-3 (33) |
|                           |               | Remis                                |   |                                  |

Australien gewann den Münzwurf und entschied sich als Schlagmannschaft zu beginnen. Für sie etablierte sich Eröffnungs-Batter Warren Bardsley, an dessen Seite Warwick Armstrong 15 Runs und Victor Trumper ein Fifty über 73 Runs erzielte. Nachdem Charles Macartney aufs Feld kam verlor Bardsley sein wicket nach einem Century über 136 Runs. Dem hineinkommenden Bert Hopkins gelangen 21 Runs, bevor Macartney mit einem Fifty über 50 Runs das letzte Wicket des Innings verlor. Beste englische Bowler waren Douglas Carr mit 5 Wickets für 146 Runs und Jack Sharp mit 3 Wickets für 67 Runs. Für England formten die Eröffnungs-Batter Reggie Spooner und Archie MacLaren eine Partnerschaft. Spooner schied nach 13 Runs aus und wurde gefolgt durch Wilfred Rhodes. Nachdem MacLaren nach 15 Runs sein Wicket verlor und C. B. Fry aufs Feld kam endete der Tag beim Stand von 40/2. Am zweiten Spieltag gelang Fry ein Fifty über 62 Runs, woraufhin sich Jack Sharp etablierte. Rhodes erzielte ebenfalls ein Fifty über 66 Runs und nachdem Kenneth Hutchings ins Spiel kam, schied Sharp nach einem Century über 105 Runs aus. Hutchins verlor kurz darauf ebenfalls sein wicket nach einem Fifty über 59 Runs, woraufhin das Innings bald darauf mit einem Vorsprung von 27 Runs für England endete. Bester australischer Bowler war Tibby Cotter mit 6 Wickets für 95 Runs. In ihrem zweiten Innings bildeten für Australien Syd Gregory und Warren Bardsley die Eröffnungs-Partnerschaft, bevor sie den tag beim Stand von 76/0 beendeten. Am dritten Spieltag schied Gregory nach einem Fifty über 74 Runs aus und wurde durch Monty Noble gefolgt. Bardley gelang erneut ein Century über 130 Runs, bevor Noble nach einem Fifty über 55 Runs ausschied. Daraufhin kamen Warwick Armstrong und Vernon Ransford ins Spiel, wobei Armstrong nach 10 Runs ausschied. Dieser wurde durch Victor Trumper ersetzt, der 20 Runs erreichen konnte. Nachdem Ransford ungeschlagene 36+ Runs erreicht hatte, deklarierte Australien mit einer Vorgabe von 313 Runs das Innings. Beste englische Bowler waren Sydney Barnes mit 2 Wickets für 61 Runs und Doublas Carr mit 2 Wickets für 136 Runs. Für England konnte Eröffnungs-Batter Wilfried Rhodes zusammen mit dem vierten Schlagmann C. B. Fry eine Partnerschaft bilden. Rhodes schied nach einem Fifty über 54 Runs aus und Fry gelangen bis zum Tagesende 35* Runs, als das spiel mit einem Remis endete. Bester australischer Bowler war Warwick Armstrong mit 2 Wickets für 8 Runs.

## Statistiken
Die folgenden Cricketstatistiken wurden bei dieser Tour erzielt.
| Tests             | Tests      | Tests   | Tests   | Tests   | Tests   | Tests   | Tests   | Tests   |
| Batting           | Batting    | Batting | Batting | Batting | Batting | Batting | Batting | Batting |
| Spieler           | Mannschaft | Spiele  | Innings | Runs    | Average | HS      | 100s    | 50s     |
| ----------------- | ---------- | ------- | ------- | ------- | ------- | ------- | ------- | ------- |
| Warren Bardsley   | Australien | 5       | 10      | 396     | 39,60   | 136     | 2       | 0       |
| Vernon Ransford   | Australien | 5       | 9       | 353     | 58,83   | 143*    | 1       | 1       |
| Syd Gregory       | Australien | 5       | 10      | 222     | 24,66   | 74      | 0       | 1       |
| Victor Trumper    | Australien | 5       | 9       | 211     | 26,37   | 73      | 0       | 1       |
| Warwick Armstrong | Australien | 5       | 9       | 189     | 23,62   | 45      | 0       | 0       |
| Bowling           |            |         |         |         |         |         |         |         |
| Spieler           | Mannschaft | Spiele  | Overs   | Wickets | Average | BBI     | 5W      | 10W     |
| Colin Blythe      | England    | 2       | 91.3    | 18      | 13,44   | 6/44    | 3       | 1       |
| Sydney Barnes     | England    | 3       | 155.3   | 17      | 20,00   | 6/63    | 2       | 0       |
| Tibby Cotter      | Australien | 5       | 122.4   | 17      | 21,47   | 6/95    | 2       | 0       |
| Charles Macartney | Australien | 5       | 127.2   | 16      | 16,12   | 7/58    | 1       | 1       |
| George Hirst      | England    | 4       | 143.4   | 16      | 21,75   | 5/58    | 1       | 0       |